# Kuszai járás
A Kuszai járás (oroszul Кусинский район) Oroszország egyik járása a Cseljabinszki területen. Székhelye Kusza.

## Népesség
- 1989-ben 37 100 lakosa volt.
- 2002-ben 32 738 lakosa volt, melyből 27 470 orosz, 2947 baskír, 1572 tatár, 246 ukrán stb.
- 2010-ben 29 392 lakosa volt, melyből 24 464 orosz, 2484 baskír, 1257 tatár, 172 ukrán stb.